# Achaearanea camura
Achaearanea camura är en spindelart som först beskrevs av Simon 1877.  Achaearanea camura ingår i släktet Achaearanea och familjen klotspindlar. Inga underarter finns listade i Catalogue of Life.